# Business Media Group
Business Media Group (BMG) este un grup independent de media din România, fondat în 1995, care editează săptămânalul în limba engleză Business Review, revista de afaceri Biz, ghidul de afaceri The Workbook și organizează evenimente ca Zilele Biz, BizForum, Business Review Forum, BizAcademy.
De asemenea deține divizia de publicații de Lifestyle (ce include Class - revistă de lifestyle masculin, Cinemagia – singura revistă de cinema din România, F1 Racing – cea mai citită revistă de Formula 1 din lume, precum și Autocar - revistă auto).
Compania a mai publicat edițiile locale ale revistelor BusinessWeek - revistă financiară (în perioada mai 2006 - martie 2009),
Campaign - revistă de marketing și publicitate (mai 2005 - noiembrie 2008)
și Stuff - revistă despre tehnologia de consum (mai 2004 - octombrie 2008).